# Famille van Duvoorde
Pour les articles homonymes, voir Duvoorde.
La famille van Duvenvoorde dont le nom s'écrivit ensuite, van Duvoorde ou van Divorde ou van Dievoert, est une ancienne famille noble des Pays-Bas, branche de la maison de Wassenaer.
L'ancienneté de cette famille remonte à l'an 913, elle descend en effet de Halewijn, cité à cette date comme burgrave du Rhin.

## Origine de la famille van Duvoorde

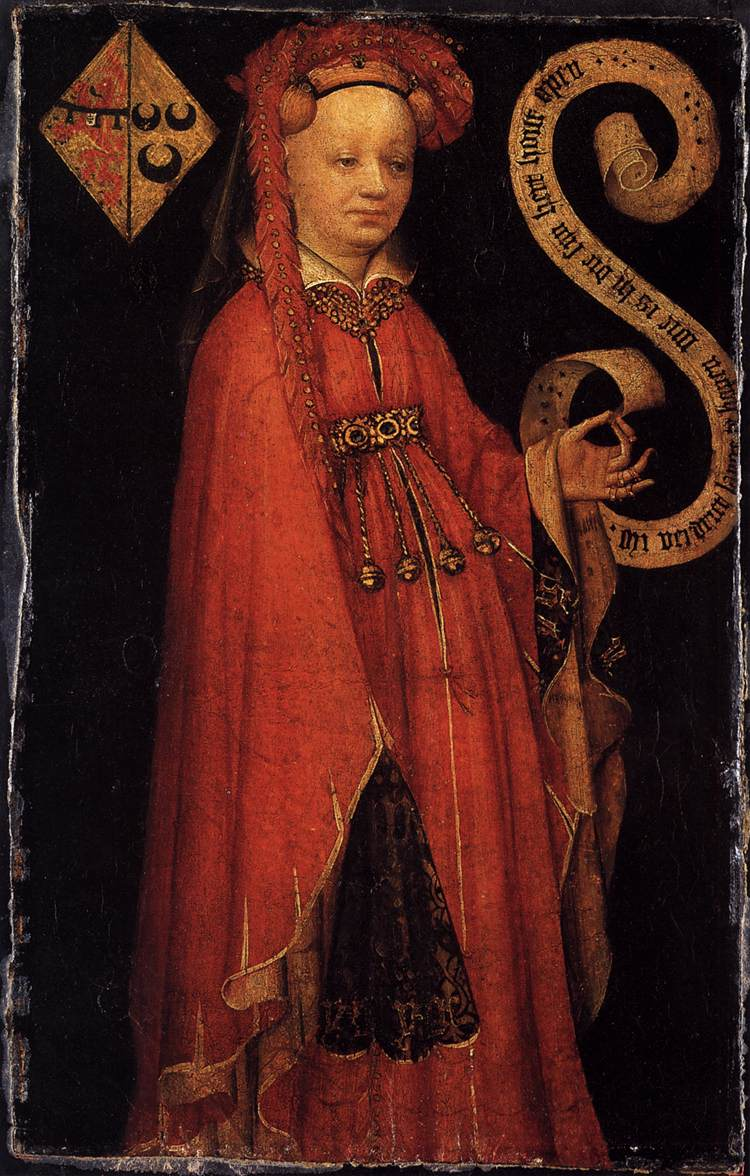
Lysbeth van Duvoorde, portrait avec cette inscription: "Afbeeltsel van Juffer Lijsbeth van Duvoorde, Heer Dircks dochter".

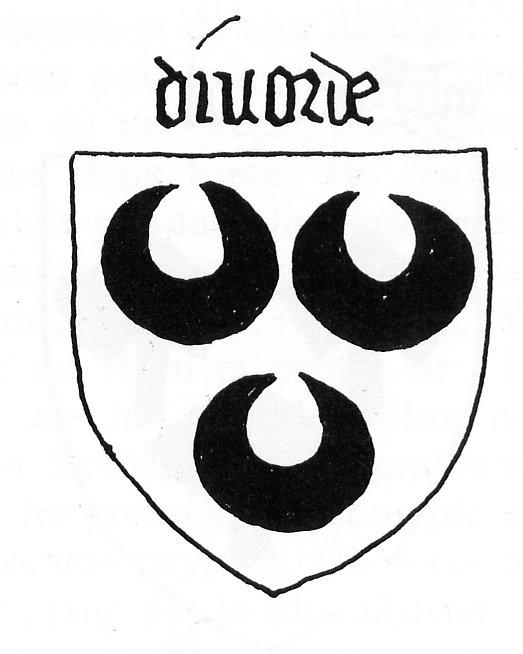
Écu Divorde, vers 1440 (Armorial de la Toison d'Or et de l'Europe, fol. 34).

La famille van Duvoorde, branche des Wassenaer, tire son nom du fief et château de Duivenvoorde.
Selon Gerard Goris, Les delices de la campagne a l'entour de la ville de Leide, Leide, 1713 (p. 236, 237, 239, 248): 

« La Famille la plus ancienne et très illustre est celle de Wasssenaer (Veromerus, Wasserher, Veermeyer, Vassenarus) ayant son origine des anciens Vicomtes ou Burgraves de Leide et du château de Bretagne, seigneurs de toute la Rhinlande ; descendus de Claude Civil et Jule Paul, jadis chefs dans la guerre et grands capitaines avec un titre royal parmi les Bataves, du premier desquels témoigne Tacite, Hist. IV cap. 13 qu’il estoit issu de haute et royale race…..Sa femme, Dame de Rome, estoit de la Famille Impériale de Valentien et de Théodose. Les croissants dans les armoiries de Wassenaer, signifient qu’ils ont de tous anciens tems eu la plus haute jurisdiction environ la mer en Batavie....Halewijn estoit Burg-graav l’an 913. De l’llustre et très ancienne lignée de Wassenaer la branche aînée est celle de Duvordt, Duvoort, Du-voort, Duvevord, Duvevoirt, Duvoorde, Duvenvoorde. De cette famille est descendu Guillaume de Duvoorde, Chevalier, fort renommé pour sa sagesse et grande industrie. Il avoit plus que septante mille florins de revenues par an, il mourut l’an 1353. »

À la page 248 de son livre, Gerard Goris donne une poésie latine à la gloire des Wassenaer:
Claudius illius CIVILIS sanguinis author
Creditur : Ausoniis foedere iunctus erat.
(Claudius Civilis, croît-on, est l'auteur de cette race, il était allié aux Ausoniens par un pacte".
Le Rijksmuseum d'Amsterdam conserve un portrait datant de 1454 de Lysbeth van Duvoorde, fille de Thierry (Dirck) et épouse de Simon van Adrichem, avec cette inscription: "Afbeeltsel van Juffer Lijsbeth van Duvoorde, Heer Dircks dochter". (En dépôt au Musée Boijmans Van Beuningen à Rotterdam.)

## Héraldique
Duvenvoorde était un château situé aux environs de Leyde. La branche des Wassenaer qui emprunta son nom à cette seigneurie porta:
d'or à trois croissants de sable.
Hauwaert, donne à Guillaume van Duvoorde les armoiries suivantes :
d'argent à trois croissants de sable, à la cotice de gueules brochant sur le tout.

## Pour approfondir